# Purba Tua (Barus Utara)
Purba Tua is een bestuurslaag in het regentschap Tapanuli Tengah van de provincie Noord-Sumatra, Indonesië. Purba Tua telt 1043 inwoners (volkstelling 2010).